# Circuito de Selecciones Femeninas 2019
El Circuito de Selecciones de 2019 fue una serie de torneos regionales de rugby 7 disputados por los seleccionados femeninos de la uniones provinciales afiliadas a la Unión Argentina de Rugby, los cuales funcionaron como clasificatorios para el Seven de la República Femenino 2019 en las categorías "Mayores" y "Juveniles". El primer torneo se disputó el 24 de julio y el último el 26 de octubre de 2019.
Si bien la región del Litoral (Entre Ríos, Rosario y Santa Fe) ya disputaba torneos regionales de mayores desde 2017, este fue el primer circuito organizado bajo la autorización de la Unión Argentina de Rugby y el cual incluyó a todas las regiones de la Argentina. Además, se incluyó en todas las regiones un torneo juvenil, el cual serviría como clasificatorio para el nuevo Seven de la República Femenino Juvenil para jugadoras entre 15 y 17 años.

## Torneos regionales
| Región            | Fecha                          | Sede                 | Equipos | Campeón Mayores | Campeón Juveniles |
| ----------------- | ------------------------------ | -------------------- | ------- | --------------- | ----------------- |
| Litoral + Córdoba | 21 de julio - 15 de septiembre | Córdoba - Entre Ríos | 4       | Córdoba         | Córdoba           |
| NEA               | 29 de septiembre               | Misiones             | 3       | Misiones        | Misiones          |
| NOA               | 19 de octubre                  | Santiago del Estero  | 4       | Tucumán         | Tucumán           |
| Oeste + Andina    | 26 de octubre                  | Mendoza              | 4       | Andina          | Andina            |
| Pampeano + URBA   | 8 de septiembre                | Mar del Plata        | 4       | Sur             | Oeste             |
| Patagonia Norte   | 7 de septiembre                | Alto Valle           | 3       | Alto Valle      | Alto Valle        |
| Patagonia Sur     | 7 de septiembre                | Austral              | 3       | Austral         | Austral           |

### Clasificación
Los siete campeones regionales clasificaron al Seven de la República Femenino. Los cinco cupos restantes fueron otorgados a las cinco uniones con mayor cantidad de jugadoras fichadas en su categoría.  
| Región   | Equipo       |
| -------- | ------------ |
| Litoral  | Entre Ríos   |
| NEA      | Nordeste     |
| NOA      | Salta        |
| Pampeano | Buenos Aires |
| Pampeano | Oeste        |

| Región   | Equipo       |
| -------- | ------------ |
| Litoral  | Entre Ríos   |
| NEA      | Formosa      |
| NEA      | Nordeste     |
| NOA      | Salta        |
| Pampeano | Buenos Aires |